# Самбоаль
Самбоаль (ісп. Samboal) — муніципалітет в Іспанії, у складі автономної спільноти Кастилія-і-Леон, у провінції Сеговія. Населення — 525 осіб (2010).
Муніципалітет розташований на відстані близько 110 км на північний захід від Мадрида, 41 км на північний захід від Сеговії.
На території муніципалітету розташовані такі населені пункти: (дані про населення за 2010 рік)
- Наррос-де-Куельяр: 174 особи
- Самбоаль: 351 особа

## Демографія
Динаміка населення (INE ):